# Serralada Annamita
La serralada Annamita és una serralada de muntanyes situada a la part oriental d'Indoxina que té uns 1.100 km de llargada entre Laos, Vietnam, i una petita zona al nord-est de Cambodja. En idioma vietnamita rep el nom de Dãy Trường Sơn, en idioma laosià el de Phou Luang (ພູ ຫລວງ), en francès el de Chaîne ou Cordillère Annamitique i en anglès Annamite Range.
El seu cim més alt és el Phou Bia de 2.819 m d'alt, el mont Phu Xai Lai Leng fa 2.720 m i el mont Ngọc Linh (també dit Ngoc Pan, 2.598 m aquest darrer es troba al massís de Kon Tum (del Triàsic), al centre del Vietnam. Un altre cim és el Khoan La San, que forma el trifini entre Laos, Vietnam i la Xina.
La serralada Annamita és paral·lela a la costa vietnamita, formant una lleugera corba que separa al conca del riu Mekong de l'estreta plana litoral del Vietnam de la riba del mar de la Xina Meridional. A la serralada s'hi troben tres altiplans, de nord a sud: altiplà de Phouane, altiplà de Nakai i altiplà de Bolaven.
En la serralada s'han definit dues ecoregions terrestres: Les Forests de pluja montanes Annamites australs i les Forests de pluja del nord Annamita.
Aquesta serralada hostatja espècies animals poc comunes com el conill ratllat annamita i el saola, recentment descoberts; el gran gaur i el tigre d'Indoxina.